# Rosina Penco
Rosina Penco (née en 1823 à Naples – décédée à 1894 à Poretta, près de Bologne) est une soprano lyrique italienne.

## Biographie
En Italie, Penco apparaît dans le rôle-titre de Luisa Miller de Verdi à Naples en 1851 et crée des rôles dans des opéras d'Errico Petrella et de Giovanni Bottesini. En 1853, elle crée le rôle principal de soprano de Leonora dans l'opéra à succès Il trovatore de Giuseppe Verdi. Elle était apparue à Trieste l'année précédente dans le rôle d'Azucena dans Il trovatore de Francesco Cortesi, basé sur la même pièce espagnole que l'opéra de Verdi. Verdi l'appréciait pour sa combinaison d'agilité vocale et d'engagement dramatique fervent.
Le compositeur la recommande pour certains des rôles principaux de soprano de ses opéras ultérieurs La traviata et Un ballo in maschera, affirmant que Penco a beaucoup d'esprit et une bonne présence scénique. Elle apparait ensuite dans le rôle d'Amelia dans Un bal masqué au Covent Garden et au Théâtre Italien, à Paris.
Rosina Penco est saluée pour sa douceur de voix combinée à un jeu dramatique convaincant et à une agilité vocale héritée de la technique belcantiste. Son succès dans le rôle principal de Leonora dans l'opéra extrêmement populaire Il trovatore lui vaut d'autres engagements dans les plus grandes maisons d'opéra de Londres, Paris, Berlin, Madrid et Saint-Pétersbourg.
A partir de 1858, toutefois, Verdi déplore que Penco ait perdu le feu de ses premières apparitions et se soit retirée dans une manière selon lui démodée de chanter. Penco se retire de la scène en 1875.